# Campeonato Europeu de Futebol Sub-21 de 1982
O Campeonato Europeu de Futebol Sub-21 de 1982 foi a terceira edição do Campeonato Europeu de Futebol Sub-21.
A fase de qualificação durou de 1980 a 1982, na qual participaram 26 selecções.
As 26 equipas nacionais foram divididos em oito grupos (seis grupos de três e dois grupos de quatro). O vencedor de cada grupo entrou numa fase de play-off, em jogos de duas mãos, até o vencedor ficar decidido. Não houve uma fase final do campeonato sediada nem disputa de 3 º lugar.

## Fases finais
|  | Quartas de final | Quartas de final   | Quartas de final | Quartas de final |         |                 | Semifinais | Semifinais | Semifinais |  |            | Final | Final | Final |
|  |                  |                    |                  |                  |         |                 |            |            |            |  |            |       |       |       |
|  | 1                | Itália             | 0                | 0                |         |                 |            |            |            |  |            |       |       |       |
|  | 8                | Escócia            | 0                | 1                |         |                 |            |            |            |  |            |       |       |       |
|  | 8                | Escócia            | 0                | 1                |         | Escócia         | 0          | 1          |            |  |            |       |       |       |
|  |                  |                    |                  |                  |         | Escócia         | 0          | 1          |            |  |            |       |       |       |
|  |                  | Inglaterra         | 1                | 1                |         |                 |            |            |            |  |            |       |       |       |
|  | 4                | Inglaterra         | 1                | 1                | Polónia | 1               | 2          |            |            |  |            |       |       |       |
|  | 4                |                    |                  |                  | Polónia | 1               | 2          |            |            |  |            |       |       |       |
|  | 5                | Inglaterra         | 2                | 2                |         |                 |            |            |            |  |            |       |       |       |
|  | 5                | Inglaterra         | 2                | 2                |         |                 |            |            |            |  | Inglaterra | 3     | 2     |       |
|  |                  |                    |                  |                  |         |                 |            |            |            |  | Inglaterra | 3     | 2     |       |
|  |                  | Alemanha Ocidental | 1                | 3                |         |                 |            |            |            |  |            |       |       |       |
|  | 3                | Alemanha Ocidental | 1                | 3                | França  | 0               | 2          |            |            |  |            |       |       |       |
|  | 3                |                    |                  |                  | França  | 0               | 2          |            |            |  |            |       |       |       |
|  | 6                | União Soviética    | 0                | 4                |         |                 |            |            |            |  |            |       |       |       |
|  | 6                | União Soviética    | 0                | 4                |         | União Soviética | 3          | 0          |            |  |            |       |       |       |
|  |                  |                    |                  |                  |         | União Soviética | 3          | 0          |            |  |            |       |       |       |
|  |                  | Alemanha Ocidental | 4                | 5                |         |                 |            |            |            |  |            |       |       |       |
|  | 2                | Alemanha Ocidental | 4                | 5                | Espanha | 1               | 0          |            |            |  |            |       |       |       |
|  | 2                |                    |                  |                  | Espanha | 1               | 0          |            |            |  |            |       |       |       |
|  | 7                | Alemanha Ocidental | 0                | 2                |         |                 |            |            |            |  |            |       |       |       |
|  | 7                | Alemanha Ocidental | 0                | 2                |         |                 |            |            |            |  |            |       |       |       |

## Resultado
| Campeonato Europeu Sub-21 de 1982 Campeões |
| ------------------------------------------ |
| Inglaterra Sub-21 1º Título                |